# بورترية السيدة أجنيو (لوحة)
بورترية السيدة أجنيو (بالفرنسية: Portrait de Lady Agnew of Lochnaw) هي لوحة زيتية بريشة فنان البورتريه الأمريكي جون سنجر سارجنت عام 1892 ، يصور العمل «جيرترود أجنيو»، زوجة السير أندرو أغنيو، الباروني التاسع. وهي مملوكة للمعرض الوطني الاسكتلندي في إدنبرة، اسكتلندا. حصل المتحف عليها المتحف في عام 1925.

## خلفية

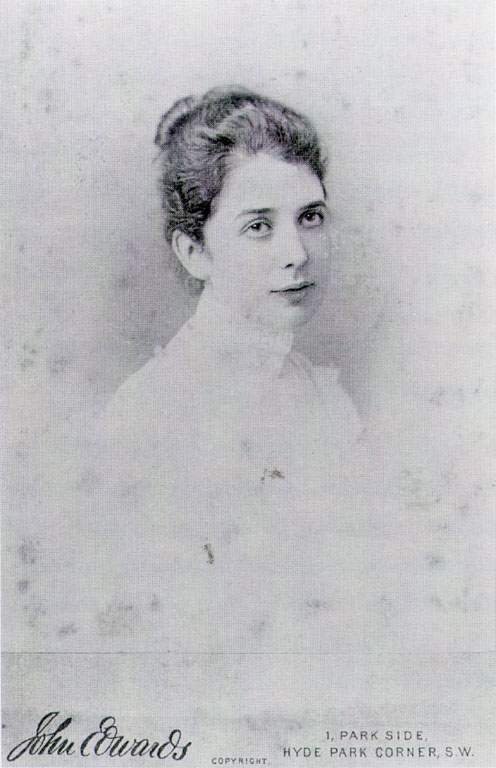
جيرترود أجنيو في وقت خطوبتها.

ولدت جيرترود فيرنون عام 1865 ،  ابنة هون جوران فيرنون وحفيدة روبرت فيرنون، البارون الأول ليفيدن. تزوجت من السير أندرو أغنيو، البارون التاسع لقلعة لاخنه في ويجتاونشاير في عام 1889. بعد بضع سنوات، خلال عام 1892 ، كلف جون سينجر سارجنت برسم صورتها. منحها نجاح اللوحة مزيدًا من الأهمية والمكانة. هناك تكهنات بأن الأسرة ربما واجهت صعوبات مالية أدت إلى محاولة بيع اللوحة في عام 1922 ولكن اولكن تم رفض العرض. توفيت السيدة أجنيو في لندن. في أبريل 1932 بعد معاناته من اعتلال الصحة لفترة طويلة.

## الوصف
تجلس السيدة أجنيو على كرسي بيرجير فرنسي من القرن الثامن عشر. ووفقًا لمؤرخ الفن ريتشارد أورموند،  يتم استخدام الجزء الخلفي من الكرسي «كمساحة منحنية داعمة لاحتواء الشكل، مما يخلق مظهرًا أنيقاً ومميزًا». صورها سارجنت في وضع طوله ثلاثة أرباع، مرتدية ثوبًا أبيض مع وشاح من الحرير البنفسجي كإكسسوار حول خصرها. الجدار خلفها مكسو بالحرير الصيني ذي اللون الأزرق. إنها تنظر بشكل مباشر ومقدر، فتعبيرها يجسد الانطباع بأنها تشارك في «محادثة حميمة» مع أولئك الذين يراقبون اللوحة. لاحظ أورموند وكيلموراي أنها كانت تتعافى من الإنفلونزا في ذلك الوقت، وهو ما قد يفسر الكسل في وضعها. يصفون نظرتها بأنها «صعبة بهدوء» و «شيء محجوب وجذاب في ابتسامتها النصفية المليئة بالحيوية».

## الأستقبال
عُرضت اللوحة في الأكاديمية الملكية، لندن، في عام 1893 وربما كان لها تأثير في قبول الفنان كعضو في الأكاديمية في يناير التالي. وفقًا لمقال غير منسوب في صحيفة التايمز بتاريخ 29 أبريل 1893 ، فإن اللوحة لم تكن «انتصارًا للتقنية فحسب، بل كانت أفضل مثال على فن البورتريه، بالمعنى الحرفي للكلمة، الذي شوهد هنا منذ فترة طويلة. لم يتخل سارجنت عن أي من دقته المعهودة، ولكن تخلى عن سلوكياته، واكتفى بعمل صورة جميلة لموضوع ساحر، في ظل ظروف من الراحة». شعر الكاتب أيضًا بأنها«تحفة فنية». كانت المعارض الأخرى التي شاركت فيها أللوحة في قاعة كوبلي في بوسطن عام 1899 ومعهد كارنيجي، بيتسبرغ خلال عام 1924.

## العرض
لا تزال اللوحة معلقة في إطارها الأصلي من الروكوكو الفرنسي القديم. من غير المعروف ما إذا كان هذا هو نفس الإطار الذي وصفه سارجنت في رسالة 1893 إلى السير أندرو: «اليوم رأيت إطارًا قديمًا أعتقد أنه قد يناسب اللوحة... إنه مكلف، أعتقد أنه 20 جنيهًا إسترلينيًا، وما لم تكن الصورة يجب أن تبدو جيدة بشكل ملحوظ فيه، فهو بالكاد يستحق هذا السعر».
وفقًا للمعرض الوطني الاسكتلندي، «أجبرت التكلفة التراكمية للحفاظ على طبيعة عيش شخصية مشهورة مثل السيدة أجنيو على بيع صورتها الخاصة».  تم الحصول على اللوحة بمساعدة صندوق صندوق كوان سميث بيكويست للتبرعات في عام 1925. تمت إعادة تسميتها باسم «بورترية السيدة أجنيو» بناءً على طلبها (كان يُطلق عليها سابقًا اسم السيدة أجنيو). هناك رسالتان منها عن بيع اللوحة في أرشيف المعرض. يشير أولهما إلى أنها قررت عدم السماح للوحة بالذهاب إلى أمريكي في نيويورك وعرضتها على المعرض مقابل 4000 جنيه إسترليني. في الوقت الذي كلف فيه نويل أجنيو بالرسم، كانت رسوم سارجنت لصورة طولها ثلاثة أرباع حوالي 500 جنيه إسترليني. بعد أن تم تمديد المعرض حوالي عام 1978 ، سمحت المنطقة الإضافية الجديدة بالمتحف بتوفر مساحة لعرض أللوحة.

## الرسام

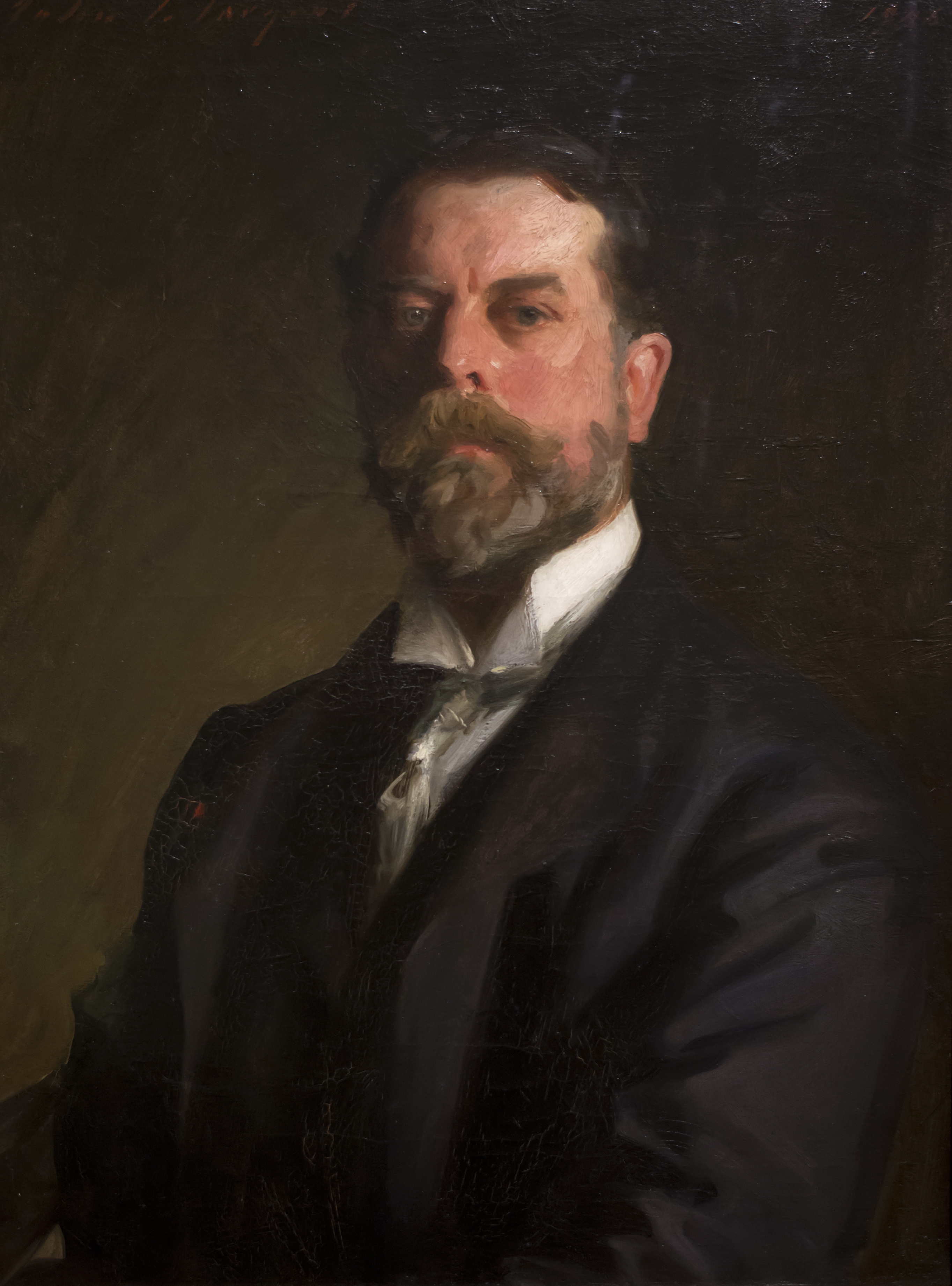
جون سنغر سارغنت

جون سنغر سارغنت (12 يناير 1856 في فلورنسا - 15 أبريل 1925 في لندن) يعتبر أحد أهم الرسامين الأمريكيين في وقته. ولد جون في لأبوين أمريكيين، درس في كل من إيطاليا وفرنسا، في عام 1871 سافر إلى مدينة دريسدن الألمانية، ومن هناك سافر مرة أخرى إلى البندقية في إيطاليا، كانت أولى رحلاته إلى أمريكا في عام 1876، أقام أول معرض لرسوماته في صالون باريس عام 1878. انتقل بعدها إلى لندن عام 1884، وجعل من بريطانيا موطنه الدائم، أنجز جون أعماله الرئيسية في أوروبا حيث قضى أكثر سنوات عمره في بريطانيا.